# Cna (Mokša)
Cna (rus. Цна) je rijeka u Rusiji, lijeva pritoka rijeke Mokše. Duga je 451 kilometar. 
Prolazi kroz gradove Tambov i Moršansk.

## Vanjske poveznice
|  | Zajednički poslužitelj ima još gradiva o temi Cna (Mokša) |